# 郭禄大
郭禄大（？—1220年），金末会州（今中国甘肃靖远）人，将领。
郭出身于射生手家庭，兴定年间以善射应募从军，屡立战功，被称为陕西名将。金宣宗兴定元年（1217年），被任命为平凉府同知兼会州刺史，赐姓颜盏，与其弟郭虾蟆负责对西夏的防卫。1220年，西夏联合蒙古进攻会州，郭禄大亲自射杀其主将。但不久会州仍被攻破，郭氏兄弟均被俘。西夏希望招降郭氏兄弟，但二人坚持不降，并相机逃跑。途中，郭禄大不幸被杀，郭虾蟆独自逃归。